# Grupo de genes metabólicos
Los grupos de genes metabólicos o grupos de genes biosintéticos son grupos de genes mayoritariamente no homólogos y estrechamente relacionados, que participan en una vía metabólica común y específica. Los genes se encuentran físicamente cerca en el genoma y su expresión es generalmente corregulada. Los grupos de genes metabólicos son características comunes de los genomas bacterianos y la mayoría de los genomas fúngicos, y es menos frecuentemente hallado en otros organismos. Estos grupos son más ampliamente conocidos por su papel en la producción de metabolitos secundarios, los cuales son la base de la mayoría de los compuestos farmacéuticos, toxinas naturales y sustancias usadas para comunicación y destrucción entre organismos. Los grupos de genes biosintéticos también pueden encontrarse implicados en la obtención de nutrientes, degradación de toxinas, la resistencia antimicrobiana y la biosíntesis de vitaminas. Dado todas las propiedades de los grupos de genes, estos juegan una función clave en la formación de ecosistemas microbiales, incluyendo las interacciones microbioma-huésped. Así, se han desarrollado múltiples herramientas genómicas computacionales para predecir grupos de genes metabólicos.

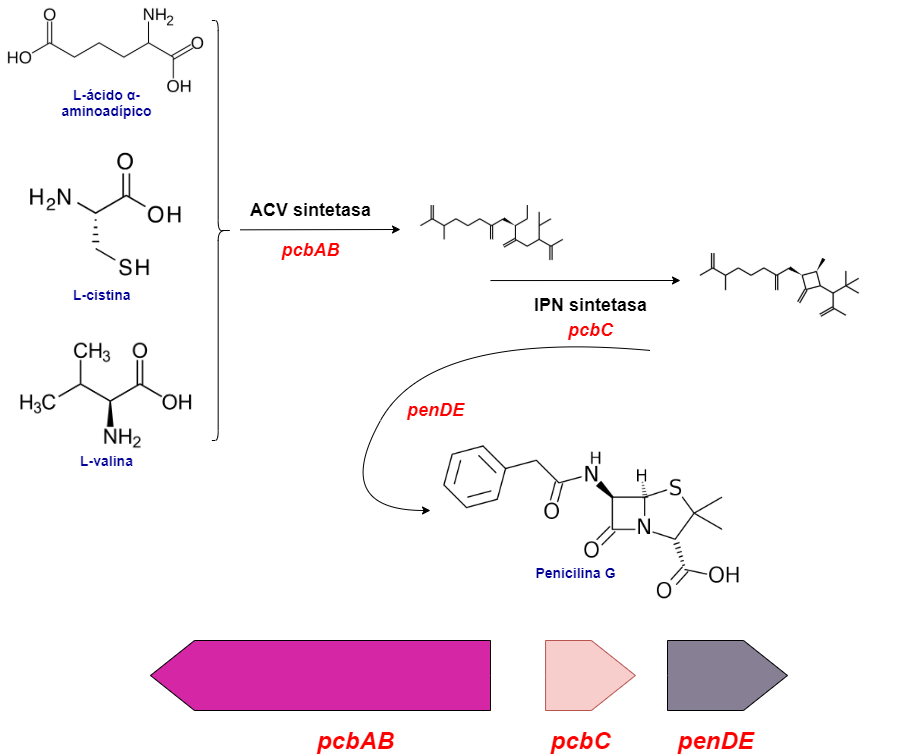
Ruta biosintética de la penicilina.Enzimas involucradas y los grupos de genes que codifican cada enzima

Uno de lo ejemplos más conocido es el grupo de genes biosintético de penicilina en Penicillum chrysogenum. Este grupo de genes codifica la producción de penicilina, un atibiótico valioso. Este consta de tres genes principales: pcbAB, pcbC y penDE.
- pcbAB: Codifica la enzima ACV sintetasa, que es esencial para la formación del precursor de la penicilina, el ácido 6-aminopenicilánico(ACV).
- pcbC: Participa en la conversión del ACV en penicilina G.
- penDE: Codifica la enzima isopenicilina N-sintetasa, que canaliza la estapa final de la síntesis de la penicilina G.

## Bases de datos
Existen diversas bases de datos en las que podemos encontrar grupos de genes metabólicos. Algunas de estas bases incluyen MIBiG, que contiene grupos de genes validados experimentalmente, y BiG-FAM, que clasifica y agrupa los grupos de genes biosintéticos en familias de genes relacionadas con la biosíntesis de compuestos naturales. 

### MIBiG
La base de datos Información mínima sobre un Grupo de Genes Biosintéticos (MIBiG) se definió en 2015. Su propósito es estandarizar la información mínima requerida para caracterizar de forma única un grupo de genes metabólico. La información mínima comprende la secuencia y el tipo de grupo de genes metabólicos, el experimento que valida la actividad de este grupo de genes y el organismo en el que se realizó este experimento. Además, esta base de datos incluye entradas, estructuras, bioactividades y especificidades de sustratos de dominio enzimático. 

### BiG-FAM
BiG-FAM (Biosynthetic Gene Families) es una base de datos que utiliza un enfoque basado en la secuencia de aminoácidos de los dominios proteicos para agrupar los BGC en familias. La base de datos contiene información sobre diversos tipos de BGC, como los que codifican para la síntesis de péptidos no ribosomales (NRPS), poliquétidos (PKS), terpenos, alcaloides, entre otros.La organización y agrupación de los BGC en categorías familiares proporciona a los científicos la capacidad de analizar las conexiones evolutivas entre los genes y los productos naturales que generan, además de simplificar la anticipación de nuevos compuestos basándose en la información genética disponible.

## Herramientas bioinformáticas

### Herramientas basadas en reglas
Se han desarrollado herramientas bioinformáticas para predecir y determinar la abundancia y expresión de grupos de genes metabólicos en muestras de microbiomas, desde datos metagenómicos. Debido a que el tamaño de las bases de datos metagenómicos es considerable, la capacidad de filtro y agrupación de estos son elementos importantes de estas herramientas. Estos procesos pueden consistir de técnicas de reducción de dimensionalidad, como Minhash, y algoritmos de agrupación (clusterización) como k-medoids y propagación de afinidadTambién se han desarrollado varias métricas y similares para posibilitar la comparación.
La minería genómica para grupos de genes biosintéticos (Genome Mining for Byosynthetic Gene Clusters, o BCGs) se ha convertido en una parte íntegra del descubrimiento de productos naturales. Los más de 200 mil genomas microbianos disponibles públicamente en la actualidad poseen información nueva, abundante e importante para la química. Una manera de navegar esta vasta diversidad genómica es a través de análisis comparativos de BCGs homólogos, lo que permite la identificación de patrones a través de especies que pueden ser asociadas a la presencia de ciertos metabolitos o actividades biológicas. Sin embargo, estas herramientas se ven obstaculizadas por un cuello de botella causada por un costoso enfoque basado en redes que se usa para agrupar estos BCGs en familias de grupos genómicos (Gene Cluster Families, o GCFs): el Motor de Agrupamiento Biosintético Super-Lineal (Biosynthetic Super-Linear Clustering Engine, o BiG-SLiCE), una herramienta diseñada para agrupar números masivos de BCGs. Al representarlos en un espacio euclidiano, BiG-SLiCE puede agrupar BCGs en GCFs de una manera no emparejada y casi lineal.
Satria et. al, 2021, demostraron la utilidad de estos análisis mediante la reconstrucción de un mapa global de diversidad metabólica secundaria a través de los taxones para identificar potencial biosintético sin descubrir, abriendo nuevas posibilidades para acelerar el descubrimiento de productos naturales, ofreciendo así un primer avance hacia la construcción de una red global interconectada y navegable de BCGs. Cuanto más genomas sean secuenciados desde taxones poco estudiados, más información se podrá minar para resaltar su potencial químico.

### Herramientas basadas enmachine learning (aprendizaje automático)
La comprensión de los procesos biológicos subyacentes de una variedad de organismos depende del análisis de grupos de genes metabólicos. Estos grupos de genes regulan y ejecutan las vías metabólicas, que son esenciales para las funciones celulares importantes como el crecimiento, la reproducción y la respuesta a los estímulos ambientales.En este contexto, las herramientas basadas en machine learning han surgido como aliadas para identificar, clasificar y comprender la función de estos grupos de genes.
La clasificación y agrupación de genes metabólicos en función de sus perfiles de expresión génica es una de las aplicaciones más destacadas del machine learning en este campo. Los algoritmos de clustering, como k-means, agrupamiento jerárquico o DBSCAN, se utilizan ampliamente para agrupar genes con perfiles de expresión similares, lo que permite identificar conjuntos de genes que podrían estar coordinados en la misma vía metabólica o proceso biológico.
Los modelos de aprendizaje profundo, como las redes neuronales y los árboles de decisión, se han utilizado también para predecir la función de genes metabólicos desconocidos o para clasificar genes en categorías específicas de acuerdo con características genómicas, epigenéticas o de expresión. Por ejemplo, las Redes Neuronales Convolucionales (CNN) se han utilizado para analizar secuencias de ADN y predecir el impacto funcional de las variantes no codificantes. Además, herramientas como GeneMANIA y STRING utilizan algoritmos de aprendizaje automático para predecir interacciones gén-gen y crear redes de genes metabólicos, proporcionando información importante sobre la organización y regulación de las vías metabólicas.

## Evolución
El origen y la evolución de los grupos de genes metabólicos ha estado en debate desde la década de los 1990. Desde entonces, se ha demostrado que estos grupos de genes pueden surgir en un genoma mediante el reordenamiento del mismo, duplicación de genes, o por transferencia genética horizontal, y algunos grupos metabólicos han evolucionado convergentemente en múltiples especies.  La transferencia horizontal de genes se ha relacionado con nichos ecológicos en donde se piensa que las vías metabólicas codificadas proporcionan un beneficio. Se ha argumentado que el agrupamiento de genes para funciones ecológicas es resultado de tendencias reproductivas entre organismos, y contribuye a la adaptación acelerada mediante el refinamiento en incremento de funciones complejas en el pangenoma de una población.
Existen diferentes modelos para explicar la evolución de los grupos de genes metabólicos. Una de las hipótesis es el modelo del operón egoísta. Este modelo propone que, bajo condiciones adecuadas, los grupos de genes pueden evolucionar sin necesidad de selección natural directa. Aquí, los grupos de genes persisten debido a que la proximidad física de los genes dentro del operón "facilita" la transferencia horizontal de genes entre organismos.De igual manera, los genes dentro de un operón comparten una misma secuencia regulatoria, lo que les permite coordinar su expresión en respuesta a ciertos estímulos ambientales. Esta coordinación favorece la transmisión conjunta de los genes asociados, ya que su expresión conjunta confiere una ventaja adaptativa.